# Kurt Luedtke
Kurt Luedtke (Grand Rapids, 28 settembre 1939 – Royal Oak, 9 agosto 2020) è stato uno sceneggiatore statunitense.

## Filmografia
- Diritto di cronaca (Absence of Malice), regia di Sydney Pollack (1981)
- La mia Africa (Out of Africa), regia di Sydney Pollack (1985)
- Destini incrociati (Random Hearts), regia di Sydney Pollack (1999)